# بابی بل (بازیکن فوتبال انگلیسی)
بابی بل (انگلیسی: Bobby Bell؛ زادهٔ ۲۶ اکتبر ۱۹۵۰) بازیکن فوتبال اهل بریتانیا است.
از باشگاه‌هایی که در آن بازی کرده‌است می‌توان به باشگاه فوتبال کریستال پالاس، باشگاه فوتبال یورک سیتی، باشگاه فوتبال بلکبرن روورز، باشگاه فوتبال تاتنهام هاتسپر، باشگاه فوتبال نوریچ سیتی، و باشگاه فوتبال ایپسویچ تاون اشاره کرد.